# Serra Sant'Abbondio
Serra Sant'Abbondio är en ort och kommun i provinsen Pesaro e Urbino i regionen Marche i Italien. Kommunen hade 963 invånare (2018).